# Traité de Sa'dabad

Le territoire des pays de l'Entente du Moyen-Orient (Traité de Saadabad) au début de la Seconde Guerre mondiale (en bleu)

Le Traité de Sa'dabad (en persan : پیمان سعدآباد) est un pacte de non-agression signé par l'État impérial d'Iran, la république de Turquie, le royaume d'Irak et le royaume d'Afghanistan le 9 juillet 1937 au palais éponyme. Il a duré cinq ans et été mis à profit pour lutter contre les soulèvements kurdes.